# هارولد روبنز
هارولد روبنز (بالإنجليزية: Harold Robbins)‏ (1916 - 1997)، هو كاتب روائي أمريكي، تخصص في اقتباس حياة المشاهير وتحويلها إلى أعمال روائية، ولاقت رواياته نجاحاً كبيراً، حتى لقد بيع منها على امتداد نصف قرن قرابة 750 مليون نسخة، ومن أشهر أعماله روايته «العصامي».

## النشأة
وُلد هارولد روبين في مدينة نيويورك، وهو نجل فرانسيس «فاني» سميث وتشارلز روبين. كان والداه من المهاجرين اليهود رفيعي المستوى من الإمبراطورية الروسية، والده من أوديسا ووالدته من جنوب مينسك. ادعى روبنز فيما بعد أنه يهودي يتيم نشأ في منزل كاثوليكي.
ترك روبنز المدرسة الثانوية في أواخر العشرينيات من القرن الماضي للعمل في مجموعة متنوعة من الوظائف بما في ذلك صبي في مكتب للمراهنات ومحاسب في محل بقالة. حصل على وظيفة في شركة يونفيرسال بيكتشرز من عام 1940 إلى عام 1957، وبدأ عمله كموظف في مكتب إداري ولكنه ترقّى لاحقًا إلى المستوى التنفيذي.

## أعماله
صدر كتابه الأول لا تحب أبدًا شخص غريب عام (1948). أما روايته تجار الأحلام (1949) فكانت تدور أحداثها حول صناعة السينما في الولايات المتحدة، منذ بدايتها وحتى عصر السينما الناطقة. مزج روبنز تجارب حياته الخاصة مع التاريخ والميلودراما والجنس والمجتمع الراقي ضمن قصصه التي كتبها. حُوّلت روايته حجر لداني فيشر التي كتبها في عام 1952، إلى فيلم الملك كريول في عام 1958، الذي تألق فيه الفنان إلفيس بريسلي.
كتب روبنز رواية المغامرون عام (1966)، استنادًا إلى تجربته الشخصية عندما عاش في أمريكا الجنوبية، بما في ذلك الأشهر التي قضاها في جبال كولومبيا مع مجموعة من قطاع الطرق. حُوّل الكتاب إلى فيلم في عام 1970 بعنوان المغامرون.
تورط روبنز في يوليو من عام 1989، في جدل أدبي عندما كشفت مجلة بابليشرز ويكلي الأسبوعية أن نحو أربع صفحات من رواية روبنز القرصان (1974) قد رُفعت دون إذنه ودُمجت في رواية كاثي آكر حياة البالغين في تولوز لوتريك (1975)، التي أُعيد نشرها مؤخرًا في المملكة المتحدة ضمن مجموعة مختارة من الأعمال المبكرة التي كتبتها كاثي آكر بعنوان الرغبة الفتية (1989).
بعد أن رأى بول جيتلين الفضيحة في مجلة بابليشرز ويكلي، أخبر ناشر روبنز البريطاني هودر وستوغتون، الذي طلب بدوره من أونوين هيمان الناشر الخاص بالكاتبة آكر الانسحاب وإلغاء نشر الرغبة الفتية. أوضح ممثلو الروائية كاثي آكر أنها كانت معروفة جيدًا باستخدامها المتعمد للتخصيص الأدبي، وهي تقنية ما بعد الحداثة تشبه السرقة الفكرية إذ يجمع الكاتب بين أجزاء من الأعمال الموجودة سابقًا جنبًا إلى جنب مع الكتابات الأصلية لإنشاء أعمال أدبية جديدة. لكن بعد تدخل الروائي ويليام بوروز، أصدر روبنز بيانًا منح فيه آكر الإذت للاستفادة من عمله، وتجنب اتخاذ إجراءات قانونية بحقها.
ذُكر روبنز بالاسم في الجزء الرابع من سلسلة الأفلام الشهيرة ستار تريك من قبل الأدميرال كابتن كيرك، وقيل إنه كان أحد «عمالقة» الأدب في القرن العشرين. ورد روبنز أيضًا بالاسم من قبل باسل فولتي في أحد حلقات مسلسل أبراج فولتي «والدورف سالاد». ذكرت أيضًا فرقة سكويز «كتاب هارولد روبنز» في أحد أغنياتها.
نُشرت العديد من الكتب الجديدة بعد وفاته، من قبل كتّاب مجهولين استنادًا إلى ملاحظات روبنز الخاصة وقصصه غير المكتملة. اعتُمد جونيوس بودروغ ككاتب مشارك في العديد من هذه الكتب.

## حياته الشخصية
تزوج روبنز ثلاث مرات. كانت زوجته الأولى، ليليان ماتشنيفيتز، حبيبته في المدرسة الثانوية. نشرت زوجته الثانية، غريس باليرمو روبينز، التي تزوجها عام 1965 وطلقها في أوائل التسعينيات، روايةً عن حياتها مع روبنز في عام 2013. تزوج بعد ذلك من جان ستاب في عام 1992، وبقيا معًا حتى وفاته، توفي عن عمر ناهز 81 عامًا في بالم سبرينغز، كاليفورنيا. دُفن رفاته في مقبرة فورست لاون في كاثيدرال سيتي. روبينز لديه نجمة على ممر المشاهير في شارع هوليوود.

## روابط خارجية
- هارولد روبنز على موقع IMDb (الإنجليزية)
- هارولد روبنز على موقع الموسوعة البريطانية (الإنجليزية)
- هارولد روبنز على موقع روتن توميتوز (الإنجليزية)
- هارولد روبنز على موقع إن إن دي بي (الإنجليزية)
- هارولد روبنز على موقع ديسكوغز (الإنجليزية)
- هارولد روبنز على موقع قاعدة بيانات الفيلم (الإنجليزية)